# Тальяферри, Марио
Марио Тальяферри (итал. Mario Tagliaferri; 1 июня 1927, Алатри, королевство Италия — 21 мая 1999, Париж, Франция) — итальянский прелат и ватиканский дипломат. Титулярный архиепископ Формэ с 5 марта 1970. Апостольский про-нунций в ЦАР с 5 марта 1970 по 25 июня 1975. Апостольский делегат в Республике Конго и Чаде с 5 марта 1970 по 25 июня 1975. Апостольский про-нунций на Кубе с 25 июня 1975 по 15 декабря 1978. Апостольский нунций в Перу с 15 декабря 1978 по 20 июля 1985. Апостольский нунций в Испании с 20 июля 1985 по 13 июля 1995. Апостольский нунций во Франции с 13 июля 1995 по 21 мая 1999.